# Эффект Ганна — Петерсона
Эффе́кт Га́нна — Пе́терсона — депрессия в спектрах квазаров и других далёких объектов, находящихся на больших красных смещениях, возникающая из-за резонансного поглощения электромагнитных волн длиной меньше, чем у линии Лайман-альфа, облаками нейтрального водорода в межгалактической среде; другими словами, исчезновение леса Лайман-альфа. Этот эффект был первоначально предсказан в 1965 году Джеймсом Ганном и Брюсом Петерсоном. Важен для изучения ранней истории межгалактической среды, в частности для определения эпохи, когда завершилась вторичная ионизация (реионизация) Вселенной.

## Первое обнаружение
В течение более трёх десятилетий после предсказания не было найдено ни одного объекта, достаточно далёкого для того, чтобы можно было обнаружить этот эффект. Лишь в 2001 году, когда Роберт Беккер и другие, используя данные Sloan Digital Sky Survey, открыли квазар с красным смещением {\displaystyle z=6{,}28}, эффект Ганна — Петерсона наконец был обнаружен. В статье Беккера и др. также были описаны квазары с красными смещениями {\displaystyle z=5{,}82} и {\displaystyle z=5{,}99}, и, хотя для каждого из них наблюдалось поглощение на длинах волн на синей стороне перехода Лайман-альфа, но также имелись и многочисленные всплески потока. Однако поток квазара с {\displaystyle z=6{,}28} был фактически нулевым за пределом Лайман-альфа, что означало, что доля нейтрального водорода в межгалактической среде должна была превышать {\displaystyle \sim 10^{-3}}.

## Доказательства реионизации
Обнаружение эффекта Ганна — Петерсона для квазара с {\displaystyle z=6{,}28} и его отсутствие для квазаров, обнаруженных при красных смещениях чуть ниже {\displaystyle z=6}, убедительно доказывают, что водород во Вселенной испытал переход от нейтрального к ионизованному около {\displaystyle z=6}. После рекомбинации Вселенная должна была быть нейтральной до тех пор, пока первые объекты во вселенной не начали излучать свет и энергию, которые могли бы реионизировать окружающую межгалактическую среду. Однако, поскольку сечение рассеяния фотонов с энергиями, близкими к пределу Лайман-альфа, на нейтральном водороде очень велико, даже небольшая доля нейтрального водорода сделает оптическую толщину межгалактической среды достаточно большой, чтобы вызвать подавление наблюдаемого излучения. Несмотря на то, что отношение нейтрального водорода к ионизованному водороду, возможно, не было особенно велико, слабый поток, наблюдаемый выше предела Лайман-альфа, указывает на то, что вселенная находилась на последних стадиях реионизации.
В 2003 году после первого обнародования данных с космического аппарата WMAP открытие Беккера, что конец реионизации произошёл при {\displaystyle z\approx 6}, казалось, вступило в противоречие с оценками, сделанными из измерения WMAP плотности электронов. Однако данные WMAP III, опубликованные в 2006 году, теперь, по-видимому, находятся в гораздо лучшем согласии с ограничениями на реионизацию, установленными при наблюдении эффекта Ганна — Петерсона.